# Tonny Ahlers
Anton Christiaan (Tonny) Ahlers (Amsterdam, 29 december 1917 – 4 augustus 2000) was een Nederlandse nazi en premiejager in de Tweede Wereldoorlog. Verder had hij ook een crimineel verleden.
Tonny werd geboren te Amsterdam als zoon van broodbezorger Anton Christiaan Ahlers senior en Elisabeth Maria Blok. Toen Tonny 11 jaar oud was, scheidden zijn ouders. Hierna woonde hij twee jaar in het weeshuis in de Rapenburgerstraat.  In 1929 trok hij weer in bij zijn vader die inmiddels was hertrouwd. Als hij ouder is, woont hij ook nog tijdelijk bij zijn zus in Apeldoorn, maar keert in 1937 toch weer terug in Amsterdam. 
In Amsterdam heeft hij verschillende baantjes en verhuist vaak binnen Amsterdam. In 1941 trouwt hij met Martha Johanna van Kuik. Ze krijgen vier kinderen. Hij werkt ondertussen als persfotograaf. In de oorlog komt hij ten minste twee keer voor in politierapporten. Zo wordt op zijn aanwijzing een persoon aangehouden die gezocht werd door de SD, omdat deze zich onrechtmatig had uitgegeven als lid van de Gestapo en de SS.  Ook functioneerde hij als informant voor Kurt Döring van de Amsterdamse Gestapo. 
Hij maakte voor het eerst kennis met Otto Frank in 1941, die hij na het einde van de oorlog trachtte te chanteren. In haar in 2002 verschenen biografie van Otto Frank beschuldigde Carol Ann Lee hem van het verraad van Anne Frank. De beschuldiging werd ontkend door Ahlers echtgenote Martha (1922 – 2014), maar bevestigd door anderen uit de naaste omgeving van de twee jaar daarvoor overleden Ahlers, zoals diens broer Cas Ahlers (1920 – 2010) (uit Emmen) en zijn zoon Anton. Er bleek echter geen direct bewijs te vinden te zijn voor de beschuldiging en uiteindelijk gingen alle beschuldigende verklaringen terug op uitlatingen van Ahlers zelf. Gezien diens bewezen leugenachtigheid is dat onvoldoende onderbouwing voor een wezenlijke wijziging van het standpunt dat er geen bewijs is voor Ahlers' betrokkenheid bij het verraad.
Na de oorlog (1946) werd Ahlers veroordeeld wegens zijn steun aan de Wehrmacht en het verraden van onderduikers. Hij werd daarvoor opgesloten in de gevangenis in Scheveningen. Ook werden hem een aantal rechten ontnomen, zoals het actief- en passief kiesrecht. Na de oorlog zou hij Otto Frank hebben gechanteerd met de wetenschap dat Otto Frank zaken had gedaan met de Duitsers tijdens de Tweede Wereldoorlog. Hij overleed precies 56 jaar na de arrestatie van Anne Frank en haar familie (op 4 augustus 1944).